# 中营工站
中营工站（維吾爾語：جوڭيىڭگوڭ بېكىتى‎，拉丁维文：Jongyinggong békiti）是乌鲁木齐地铁1号线的地铁车站，位于中国新疆维吾尔自治区乌鲁木齐市新市区北京南路与贵州路交叉口，于2018年10月25日开通。

## 车站结构

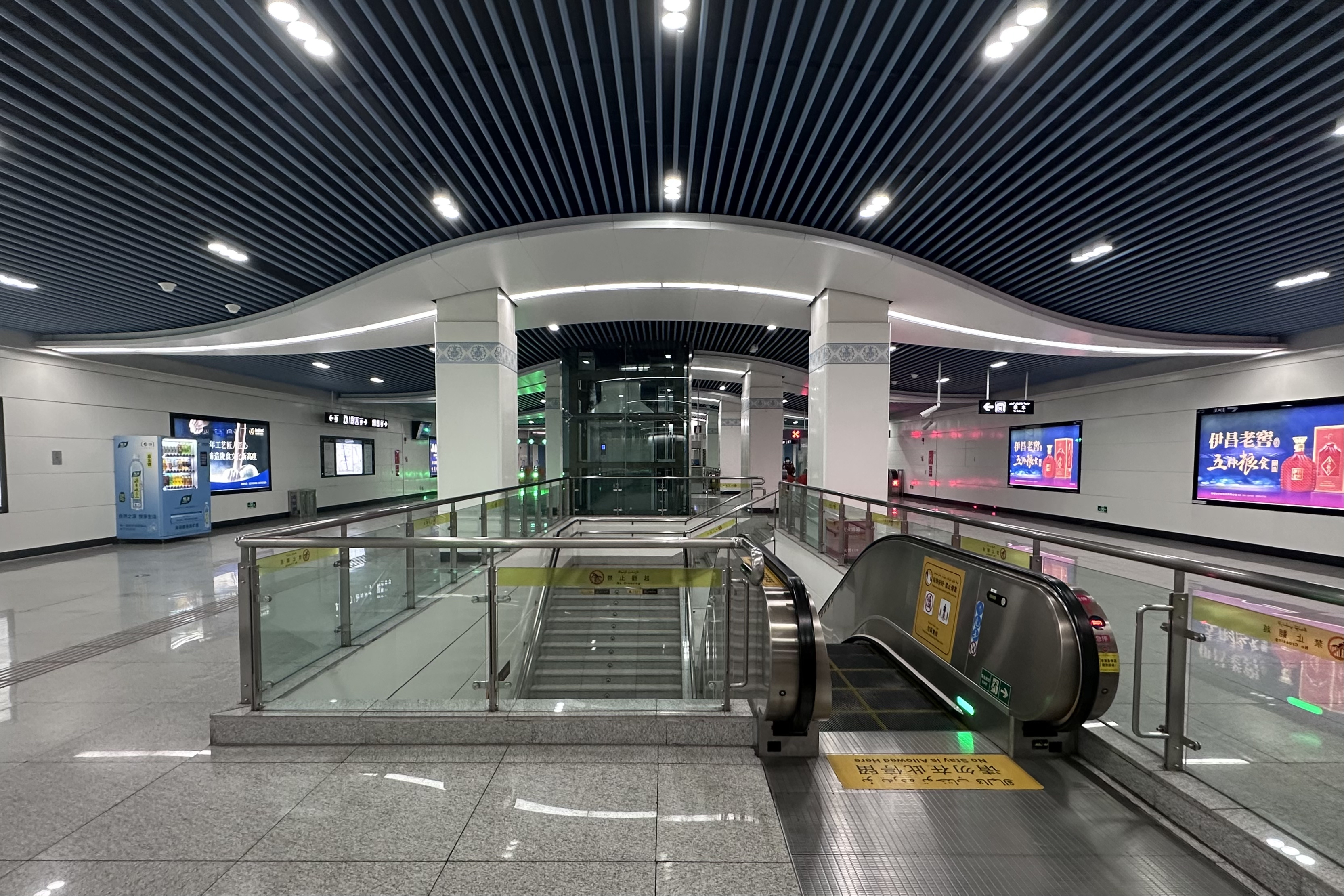
站厅

中营工站沿北京南路南北向设置，为地下二层岛式站台车站，车站长218米，宽21.1米，车站地下一层为站厅层，地下二层为站台层，站台设置全高站台门。
| 地面              | 出入口 | A、B、D出入口                                                                                                   |
| 地下一层          | 站厅   | 客服中心、自动售票机、验票机                                                                                    |
| 地下二层          | 站台   | \| \| \| █ 1号线往国际机场（小西沟） \| \| 島式 · 開左邊车门 \| \| \| \| \| \| █ 1号线往三屯碑（新疆图书馆） \| |
|                   |        | █ 1号线往国际机场（小西沟）                                                                                     |
| 島式 · 開左邊车门 |        | |
|                   |        | █ 1号线往三屯碑（新疆图书馆）                                                                                   |

## 车站出口
中营工站目前开放3个出入口，各出口及周围设施如下所示：
| 编号                | 出入口信息                                 | 照片 | 无障碍设施 |
| ------------------- | ------------------------------------------ | ---- | ---------- |
| A · 出口            | 北京南路西侧，福润德购物中心               |      | 不適用     |
| B · 出口 · （设有） | 北京南路东侧，新疆财经大学                 |      |            |
| D · 出口            | 北京南路西侧，新疆农业职业技术大学商贸学院 |      | 不適用     |
| 图例： 设有         |                                            |      |            |

## 接驳交通

### 公交车
- 大寨沟：52路，78路，303路，309路，532路，535路，536A路，922路，3202路，BRT1路

## 车站历史
- 2018年10月25日，车站随1号线北段通车开通[1]。
- 2020年
  - 2月2日，受新冠疫情影响，车站暂停运营[3]。3月11日，车站恢复运营[4]。
  - 7月16日，受新冠疫情影响，车站暂停运营[5]。9月20日，车站恢复运营[6]。